# Léon Garet
Pour les articles homonymes, voir Garet.
Léon Garet, né le 3 novembre 1840 à Artemps et mort le 29 février 1912 à Amiens, est un directeur de compagnie d'assurances et un des principaux fondateurs de Paris-Plage qui devient Le Touquet-Paris-Plage lors de sa fondation en commune en 1912. Il s'adonne également à la peinture. 

## Biographie

### Situation familiale et personnelle
Léon Auguste Garet naît le 3 novembre 1840 à Artemps dans le département de l'Aisne, il est le fils de Joachim Léon, employé chef de service des contributions indirectes, né le 13 février 1811 à Montreuil département du Pas-de-Calais et mort le 13 décembre 1866 à Péronne dans le département de la Somme, et d'Hortense Clermone Louise Surmay née le 5 octobre 1815 à Artemps, mariés à Artemps le 4 septembre 1839.
- Léon Garet épouse le 30 juin 1868 à Frévent dans le département du Pas-de-Calais, Céline Marie Carré née le 20 novembre 1845 à Frévent[3]. Ils habitent au 57, rue des Cordeliers à Amiens. Ils ont trois enfants.
  - Maurice Léon Alexandre, avoué à la cour d'appel d'Amiens, officier de l'instruction publique. Il épouse Marie Thérèse Françoise Lepinois.
    - Pierre Léon Maurice (1905-1972), député de la Somme, sénateur de la Somme, ministre du Travail et de la Sécurité sociale en 1952, ministre de la Reconstruction et du Logement, candidat à la présidence de la République contre Alain Poher. En 1929, il épouse Simone Michaud.
      - Jacques Garet (Arras 1930, Le Touquet-Paris-Plage 19.09.2017), président de la Société académique du Touquet-Paris-Plage de 2005 à 2008.

  - Suzanne Marie Céline (1876-1953)[4].
  - Fernand Jules Joseph architecte diplômé du gouvernement à Cambrai marié, le 11 novembre 1902 à Lille, à Marie Marguerite Baudry, fille du professeur de faculté de Lille[5].

Il passe une grande partie de son enfance à Foucaucourt-en-Santerre où son père exerce sa charge.
Il garde, de son enfance, de nombreuses amitiés avec des fils de fonctionnaires. Parmi ceux-ci, Arthur Blaisel d'Enquin, directeur de la Banque de France, à Amiens, et propriétaire du château d'Enquin-sur-Baillons près du Touquet-Paris-Plage, Mme Blondel de Livry mariée à Dominique Prévost, son père, le comte Germain de Livry, percepteur à Foucaucourt-en-Santerre, la comtesse de Kergorlay, M. et Mme Doffin d'Ablincourt, la comtesse d'Hervilly, le baron et la baronne du Blaisel, le comte et la comtesse de Livry…
Il entre au lycée de Saint-Quentin.
En 1867, il fonde l'association amicale des anciens élèves du lycée de Saint-Quentin, il en est le vice-président. Léon Garet a un tempérament d'artiste, il dessine et peint avec talent, une de ses toiles, Martin divisant son manteau orne l'église d'Artemps. Il fonde, en 1886, au lycée de Saint-Quentin, un prix de dessin qui porte son nom.

### Parcours professionnel
Léon Garet entreprend de rentrer dans le notariat, mais c'est l'époque où se fondent les grandes compagnies d'assurances qui installent des agences pour les représenter, et il accepte de prendre la direction de la Compagnie L'Urbaine d'Amiens. Il y reste 40 ans. Il est nommé président du syndicat des agents généraux d'assurances de la Somme.
En 1905, âgé de 65 ans, il se voit décerner la médaille d'or par la Compagnie L'Urbaine.

### Son histoire à Paris-Plage
Léon Garet est acquéreur, le 1er septembre 1882, d'un terrain vendu par Alphonse Daloz, à Paris-Plage.
En 1882, à la demande d'Alphonse Daloz, il arrive à Paris-Plage pour le conseiller sur le lancement de son affaire. Le 1er septembre, il achète chez Me Buquet notaire à Étaples un terrain (lot no 17), il est le second acquéreur (après Henri Saumon). Sur ce terrain, il bâtit, en 1886, la villa Suzanne (prénom de sa fille) au 48 boulevard de la Mer (Docteur-Jules-Pouget aujourd'hui), réalisée par l'Entreprise Roy.
En 1884, le 10 août il organise la première ducasse de Paris-Plage au cours de laquelle on fête l'inauguration de la station balnéaire.
En 1886, il constitue le groupe d'Amiénois qui est le véritable point de départ de Paris-Plage.
Sur ces conseils chaleureux, Alphonse Legendre construit son hôtel, Dominique Prevost-Blondel la villa Concordia et Charles Herbert la villa Marthe-Marie. À cette époque, on ne comptait que huit constructions.
Sous son impulsion, l'année 1886 voit l'arrivée de 16 nouvelles constructions.
Il collabore au journal Paris-Plage Arcachon du Nord lancé par Ernest Legendre, il en est même le directeur en 1893.
Le 23 août et le 6 septembre 1891, il organise, avec René Telliez les réunions préliminaires au futur syndicat des propriétaires qui voit le jour deux ans plus tard.
En 1894, lors de la constitution du syndicat, il est nommé premier trésorier, fonction qu'il occupe également, le 13 décembre 1894 à la commission des Chemins.
Il suit également la destinée de Georges Lalouette en démissionnant, en même temps que lui, du syndicat des propriétaires.
Il participe activement à la Société académique en, entre autres choses, enrichissant les archives de pièces intéressantes.
Vers 1900, il doit quitter les bords de mer pour raisons médicales.

Le 29 février 1912, il meurt, à l'âge de 71 ans, à Amiens. Édouard Lévêque disait de lui 

« M. Léon Garet, qu’on le veuille ou non, résumait presque à lui seul Paris-Plage avec M. Alphonse Daloz dont il était absolument le bras droit […] nous osons pouvoir presque affirmer que sans notre concitoyen, Paris-Plage ne serait peut-être jamais sorti de l’état de projet dans lequel il sommeillait depuis plusieurs années. »

Son fils Maurice est l'un des huit fondateurs le 9 juillet 1906 de la société académique du Touquet et son arrière-petit-fils, Jacques, en est le secrétaire général en 2011.

## Distinction
Léon Garet est décoré de la médaille commémorative de la guerre 1870-1871 au titre de la défense de la ville d'Amiens lors de la guerre franco-allemande de 1870 et il est fait officier d'Académie en 1898.

## Hommage

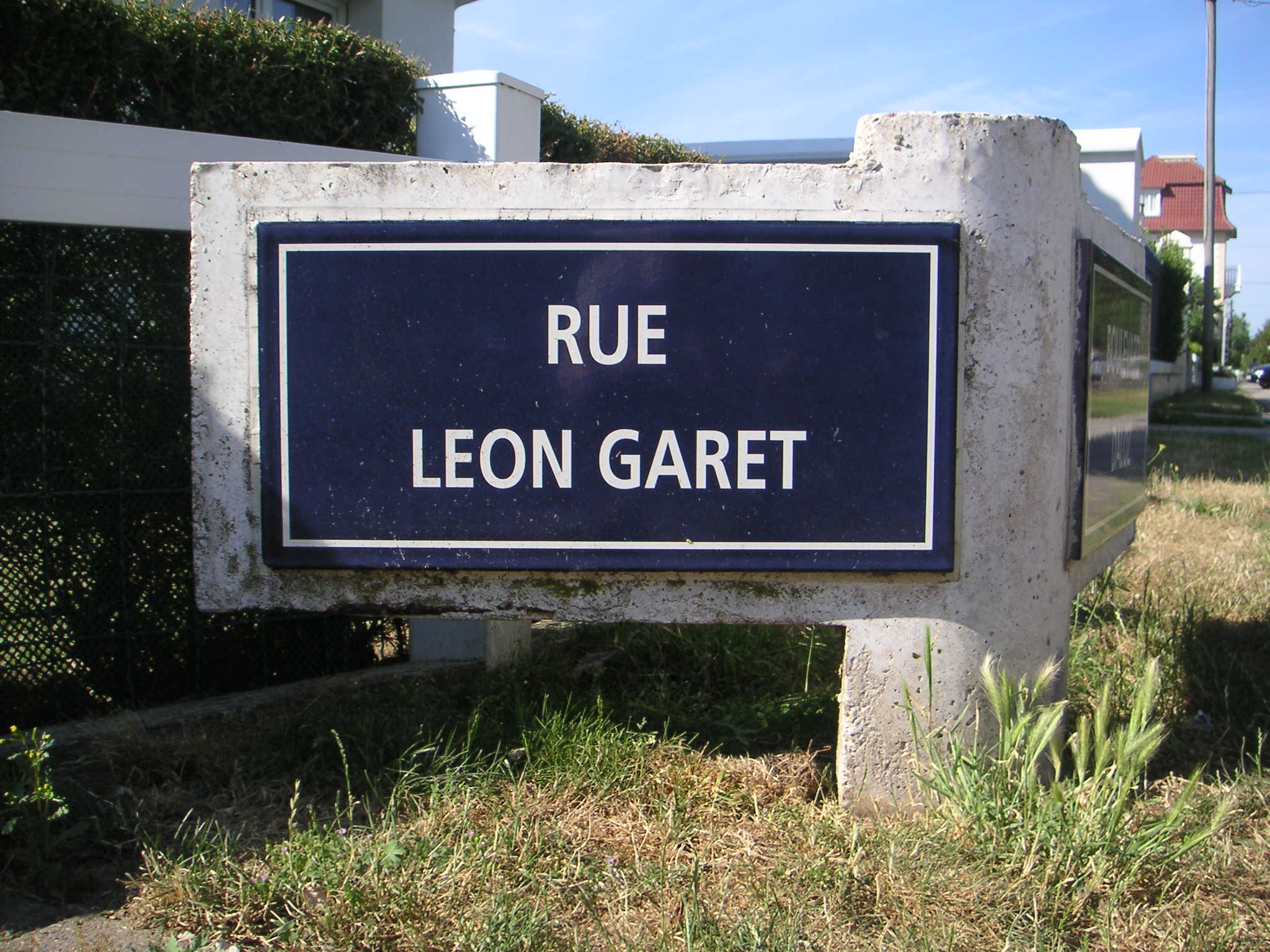

La commune du Touquet-Paris-Plage rend hommage à Léon Garet, en 1925, en rebaptisant de son nom la rue Saint-Alphonse.

## Œuvres dans les collections publiques
- Le Touquet-Paris-Plage, musée, Les Phares du Touquet, Le Touquet-Paris-Plage, 1890, huile sur toile, 61 × 38 cm, don de Maurice Garet (1932)

## Pour approfondir

### Ouvrages

#### Ouvrage de Martine et Daniel Boivin, Édith et Yves De Gueeter,Paris-Plage en cartes postales anciennes, avril 1987
1. ↑  p. 35.

#### Ouvrage d'Édouard Lévêque,Les Disparus - Les biographies des fondateurs…
1. ↑  p. 102 à 108.

### Autres sources
1. ↑  
« acte de décès n°84 » (consulté le 16 mars 2019).
2. ↑  
« acte de mariage n°19 » (consulté le 16 mars 2019).
3. ↑  
« acte de mariage n°23 », sur le site (consulté le 16 mars 2019).
4. ↑  
« acte de naissance de Suzanne Garet no  1677 », sur le site des archives départementales de la Somme (consulté le 9 janvier 2020).
5. ↑  « acte de mariage Garet-Baudry no  1670 », sur Archives en ligne du département du Nord (consulté le 9 janvier 2020).
6. 1 2 3  Philippe Lyardet, « Léon Garet » in Le Touquet-Paris-Plage Infos, juillet-août 2011, p. 17.
7. ↑  Léon Garet, « Souvenirs déjà vieux - 1882 » in Si Paris-Plage m'était conté…, p. 21  (ISBN 2-91512-319-5).
8. ↑  Édouard Lévêque, Histoire de Paris-Plage et du Touquet souvenirs et impressions, Le Touquet-Paris-Plage, Charles Delambre à Paris-Plage et à Montreuil sur Mer, 1905 (lire en ligne), p. 76
9. ↑  « Liste des membres titulaires de la Société académique du Touquet-Paris-Plage » in Si Paris-Plage m'était conté…, p. 125  (ISBN 2-91512-319-5).